# Mars-la-Tour
Mars-la-Tour ist eine französische Gemeinde mit 885 Einwohnern (Stand 1. Januar 2022) im Département Meurthe-et-Moselle in der Region Grand Est (bis 2015 Lothringen). Sie gehört zum Arrondissement Toul (bis 2022: Arrondissement Briey) und ist Mitglied im Gemeindeverband Communauté de communes Mad et Moselle. Die Bewohner werden Malatouriens und Malatouriennes genannt.
Die Gemeinde erhielt 2023 die Auszeichnung „Eine Blume“, die vom Conseil national des villes et villages fleuris (CNVVF) im Rahmen des jährlichen Wettbewerbs der blumengeschmückten Städte und Dörfer verliehen wird.

## Geografie
Mars-la-Tour liegt etwa 47 Kilometer nördlich von Toul und etwa 21 Kilometer westlich von Metz an der Grenze zum benachbarten Département Moselle. Von 1871 an bis 1919 war Mars-la-Tour ein Grenzort zwischen Deutschland und Frankreich.
Umgeben wird Mars-la-Tour von den neun Nachbargemeinden:
|                      | Ville-sur-Yron                              | Bruville                       |
| Hannonville-Suzémont | Kompassrose, die auf Nachbargemeinden zeigt | Rezonville-Vionville (Moselle) |
| Sponville            | Puxieux                                     | Tronville                      |

Das Gemeindegebiet liegt innerhalb des Regionalen Naturparks Lothringen. Über 87 % der Fläche der Gemeinde wird landwirtschaftlich genutzt. Die Gemeinde liegt an der Kreuzung zweier übergeordneter Verkehrsachsen. Die Route départementale D903 (frühere Route nationale 403) durchquert das Gemeindegebiet von West nach Ost. Die Route départementale D952 (frühere Route nationale 52bis) durchquert das Gemeindegebiet von Nord nach Süd ebenso wie die Eisenbahnstrecke von Longuyon nach Jarny, allerdings ohne Halt in Mars-la-Tour.

## Geschichte
In der Römerzeit war Mars-la-Tour ein römisches Kastell mit einem Turm zu Ehren des Kriegsgottes Mars, der Name der Stadt leitet sich aus diesem Turm ab Mars-la-Tour – Turm des Mars.
Durch die Bestimmungen im Friede von Vincennes kam Mars-la-Tour 1661 zu Frankreich. Im Jahre 1817 war Mars-la-Tour ein Dorf in der ehemaligen Provinz Trois-Évêchés. Zu dieser Zeit gab es 1050 Einwohner in 104 Häusern.
Im August 1870 fanden in der Nähe der Stadt im Deutsch-Französischen Krieg zwei Schlachten statt. Am 16. August 1870 die Schlacht von Mars-la-Tour und am 18. August 1870 die Schlacht bei Gravelotte oder auch Schlacht von Sankt Privat.
Am 4. August 1914 rückte die 83. französische Infanteriebrigade auf Mars-la-Tour zu, deren Aufgabe es war den Weg nach Metz zu öffnen, um Lothringen zurückzuerobern.
Mars-la-Tour war im Jahre 1944 erneut der Schauplatz von schweren Gefechten während des Kampfes um Metz. Im September 1944 entbrannten die Kämpfe zwischen der 3. US-Armee unter dem Befehl von Generalleutnant George S. Patton und der 462. Ausbildungsdivision des Generals Walther Krause.

### Bevölkerungsentwicklung
| Jahr      | 1962 | 1968 | 1975 | 1982 | 1990 | 1999 | 2009 | 2019 |
| Einwohner | 790  | 841  | 787  | 765  | 823  | 854  | 962  | 922  |

Diese statistischen Werte stammen aus der Datenbank des Institut national de la statistique et des études économiques

## Städtepartnerschaften
- Spremberg in Deutschland (seit dem 13. März 2024)[6]

## Sehenswürdigkeiten
- Überreste einer römischen Therme
- Burganlage, erstmals erwähnt im Jahre 1192, später Sitz der Familie Ficquelmont. Die heutige Anlage umfasst nur noch zwei Türme und das Verbindungsgebäude zwischen diesen Türmen. Die restliche Anlage ließen die Eigentümer im 18. Jahrhundert abreißen
- Denkmal des Bildhauers Frédéric Louis Désiré Bogino für die französischen Gefallenen der Schlachten von Mars-la-Tour und Gravelotte im Deutsch-Französischen Krieg 1870/71, erbaut mit Unterstützung durch den französischen Präsidenten Marschall de Mac-Mahon im Jahre 1875. Es stellt einen sterbenden Soldaten in den Armen einer allegorischen weiblichen Figur dar. Zu ihren Füßen zwei junge Kinder; das eine ergreift das Gewehr des Sterbenden, während sich das andere auf den Anker der Hoffnung stützt und der Zukunft entgegenschaut[7]. Unter dem Denkmal befindet sich eine Krypta mit den Überresten von 1.500 Gefallenen französischen Soldaten.
- Statue von Jeanne d’Arc aus dem Jahre 1906
- Ehemaliges Militärmuseum von Mars-la-Tour: Thema sind die Kämpfe aus dem Jahre 1870. Gegründet wurde das Museum von Pastor Joseph Faller. Er sammelte Zeichnungen und Erinnerungsstücke von Kämpfern, Verwandten und Freunden aus dem Krieg und wollte mit dem Museum ein Mahnmal gegen den Krieg setzen. Eröffnet wurde es am 16. August 1902 und der Bischof von Nancy und Toul segnete den Ort. Nach dem Ersten Weltkrieg verlor die Stadt den Status einer Wallfahrtsstadt und die Touristen blieben aus. Das Museum musste schließen. Die Ausstellungsstücke kann man heute im Militärmuseum von Gravelotte sehen. Zurzeit wird das Gebäude als Kindertagesstätte genutzt.

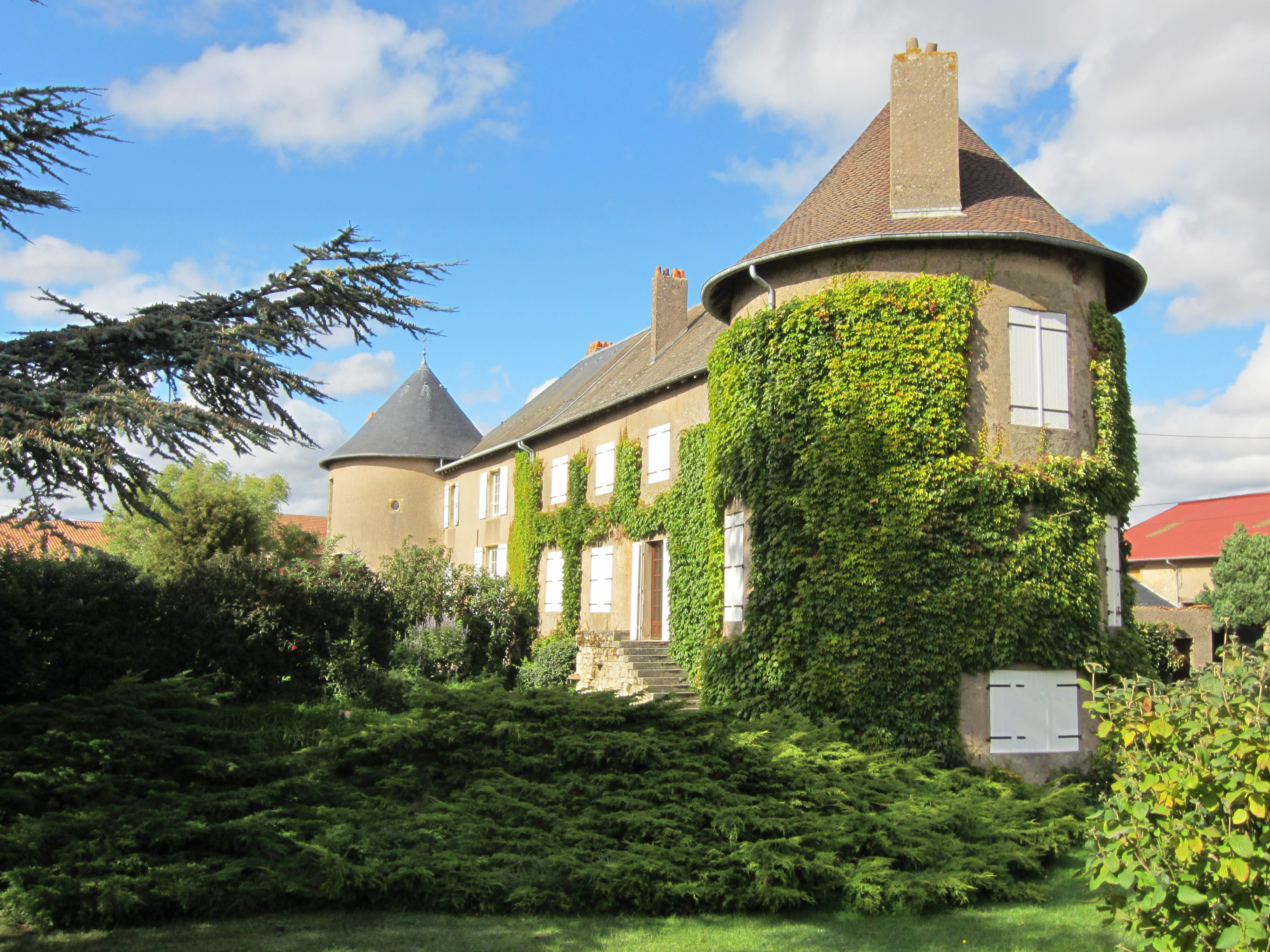
Burg
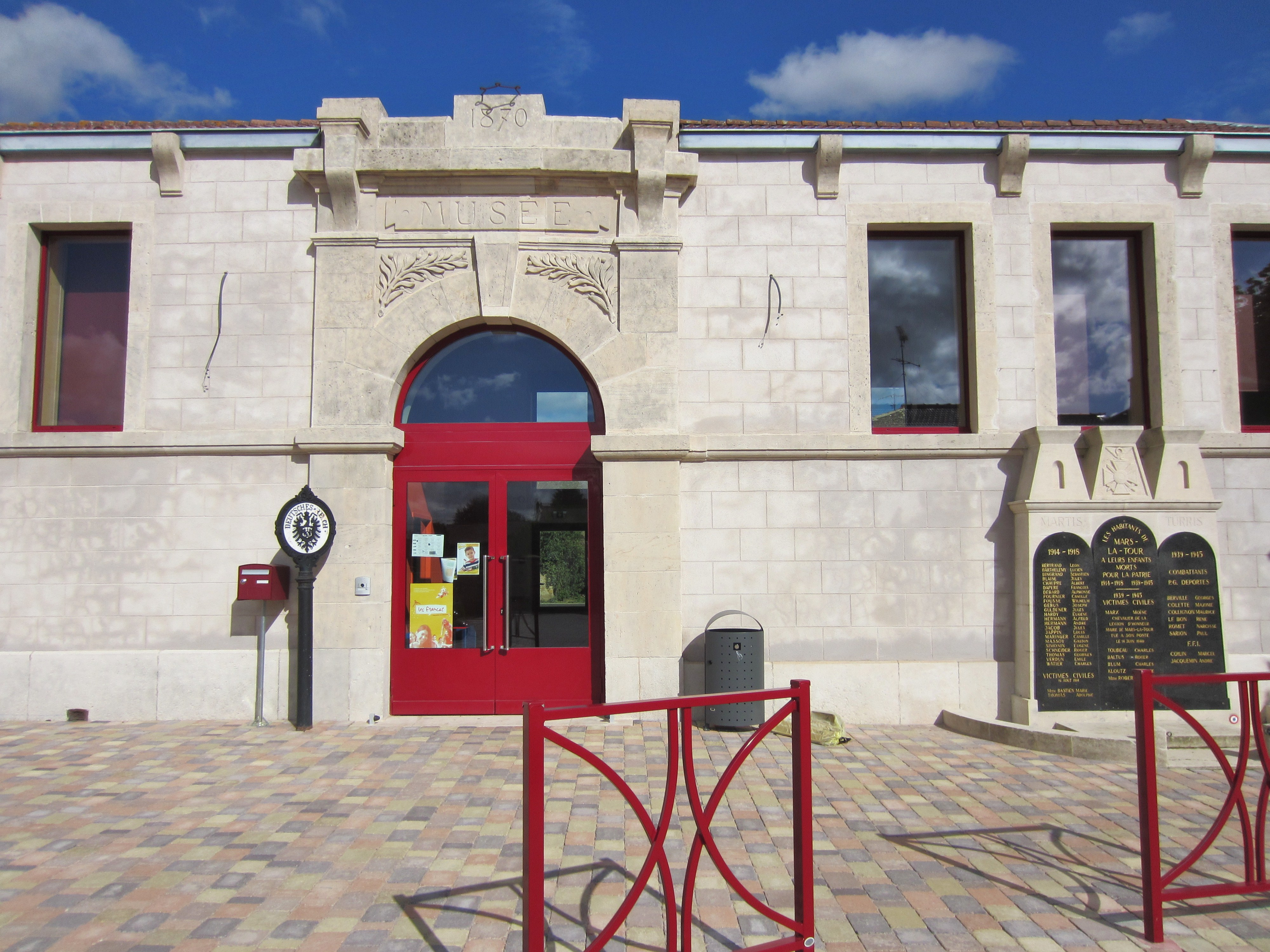
Ehemaliges Militärmuseum

### Kirchen
- Pfarrkirche St. Martin: 1840 erbaut, wurde in der zweiten Hälfte des 19. Jahrhunderts renoviert und vergrößert. Beherbergt eine Gedächtniskapelle an die Schlachten vom 16. und 18. August 1870. Die Orgel stammt aus dem Jahre 1912 und wurde von der Orgelbaumeisterfamilie Cavaillé-Coll hergestellt.
- Kapelle des heiligen Dominikus; früher gab es ein Krankenhaus mit dem gleichen Namen, welches heute ein Seniorenheim ist.
- Collégiale de Chanoines de L’Annonciation. Das Chorherrenstift wurde von 1500 bis 1502 von Gérard d’Avillers erbaut. Während der Französischen Revolution ging es in staatlichen Besitz über.

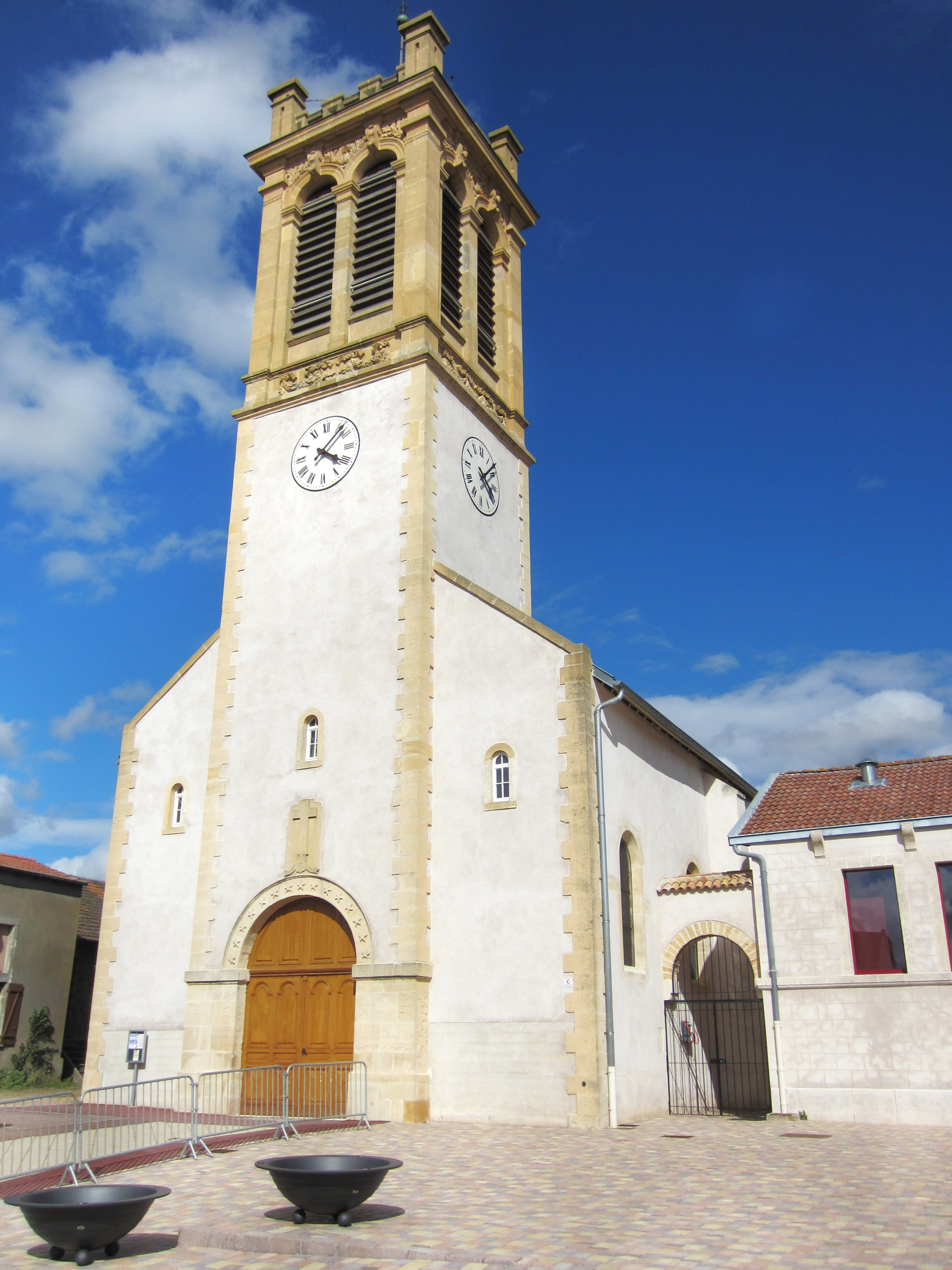
Pfarrkirche St. Martin
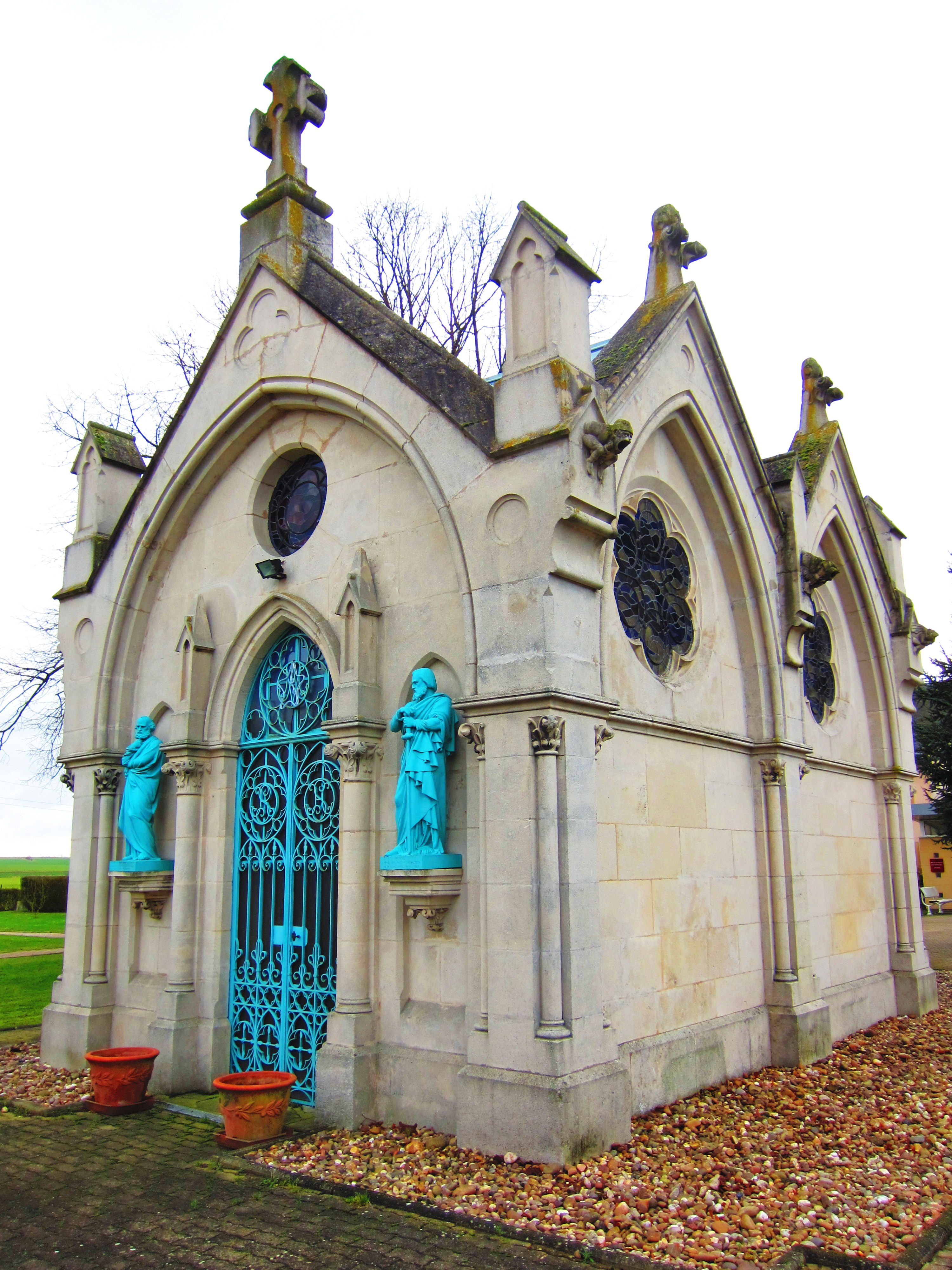
Kapelle des heiligen Dominikus

## Persönlichkeiten
- Mars-la-Tour ist einer der Stammsitze der französischen Adelsfamilie Ficquelmont
- Joseph Faller, Pastor und Gründer des Militärmuseums, welches seinen Namen trug
- Am 29. August 1960 verstarb in Mars-la-Tour der deutsche Kunst- und Architekturhistoriker Hanno Hahn, einziger Sohn des Atomforschers und Nobelpreisträgers Otto Hahn (1879–1968), an den Folgen eines Autounfalls. Seine Frau Ilse Hahn wurde mit zwei Brüchen der Halswirbelsäule in die nahegelegene 'Clinique des Mines' in Briey gebracht, wo sie jedoch am 7. September ihren schweren Verletzungen erlag.